# تولگا تکین
تولگا تکین (انگلیسی: Tolga Tekin؛ زادهٔ ۱۹ مارس ۱۹۷۳) بازیگر اهل ترکیه است. وی از سال ۱۹۹۶ میلادی تاکنون مشغول فعالیت بوده‌است.
از فیلم‌ها یا برنامه‌های تلویزیونی که وی در آن نقش داشته‌است می‌توان به حریم سلطان، همهچیز در مورد مصطفی، ظهور امپراطوری‌ها : عثمانی، و پرنسس بدون تاج اشاره کرد.